# Pojistná částka
Pojistná částka je termín z pojišťovnictví. Uvádí, jakou nejvyšší možnou finanční částku může pojišťovna pojištěnému vyplatit v případě vzniku škody, neboli pojistné události. Hodnota této částky je sjednána při uzavírání pojistné smlouvy a je v této smlouvě uvedena.
Pojistná částka musí být sjednána předem a je uvedena v pojistné smlouvě. Výše pojistné částky zpravidla určuje výši platby za pojistné, tj. čím je vyšší pojistná částka, tím je pojistné dražší.